# زویی وینترز
زویی وینترز (انگلیسی: Zoë Winters؛ زادهٔ ۲۰ فوریه ۱۹۸۵) بازیگر اهل ایالات متحده آمریکا است. او بیشتر به خاطر ایفای نقش در مجموعه جانشینی (۲۰۱۸–۲۰۲۳) شناخته می‌شود؛ نقشی که به خاطر آن، برندهٔ جایزه انجمن بازیگران فیلم برای بهترین اجرای گروه بازیگران در مجموعه درام شد. وینترز همچنین در فیلم‌های جولز (۲۰۲۳) و مادی‌گرایان (۲۰۲۵) حضور داشته است. او سابقهٔ بازی در چندین تئاتر آف برادوی را نیز دارد، از جمله نمایش قهرمانان چرخش چهارم که برای آن نامزد دریافت جایزهٔ لوسیل لورتل شد و همچنین جایزه اوبی را دریافت کرد. از دیگر آثار برجستهٔ او می‌توان به تئاترهای والدن و صداهای دهان کوچک اشاره کرد.

## اوایل زندگی
زویی وینترز در ۲۰ فوریهٔ ۱۹۸۵ در سانتا کروز، کالیفرنیا، ایالات متحده به دنیا آمد. او در دانشگاه ایالتی نیویورک در پرچیس تحصیل کرد و در سال ۲۰۰۷ از این دانشگاه فارغ‌التحصیل شد.

## حرفه
وینترز بیش از همه به‌واسطهٔ ایفای نقش کری کاستلاباته در مجموعه تحسین‌شدهٔ وراثت جانشینی شناخته می‌شود؛ نقشی که برای آن، همراه با سایر بازیگران، برندهٔ جایزه انجمن بازیگران فیلم برای بهترین اجرای گروه بازیگران در مجموعه درام شد.
او همچنین در فیلم‌های در خانواده، جولز و مادی‌گرایان نقش‌آفرینی کرده است.
وینترز در تئاترهای متعدد آف برادوی به روی صحنه رفته است، از جمله نمایش قهرمانان چرخش چهارم که برای آن نامزد دریافت جایزهٔ لوسیل لورتل شد و همچنین جایزه اوبی را دریافت کرد. از دیگر آثار نمایشی او می‌توان به یک اکترون، والدن و صداهای دهان کوچک اشاره کرد.